# Жмайель, Амин Пьер
Ами́н Пьер Жмайе́ль (араб. أمين بيار الجميٌل‎; род. 22 января 1942, Бикфайя) — ливанский политический и государственный деятель, президент Ливана с 1982 по 1988 год. Один из лидеров фалангистской партии Катаиб, в 2007—2015 годах — председатель партии. Активный участник гражданской войны в Ливане. Сын Пьера Жмайеля, старший брат Башира Жмайеля. После гибели брата и кончины отца — глава семейного клана.

## Происхождение, образование, работа
По рождению принадлежит к влиятельному маронитскому семейному клану Жмайель. Пьер Жмайель — отец Амина Жмайеля — основатель фалангистской партии Катаиб, один из политических лидеров христианской общины Ливана. Башир Жмайель — младший брат Амина Жмайеля — руководящий активист Катаиб, командир фалангистской милиции.
Пьер и Башир Жмайели обладали мощной политической волей и несомненной харизмой. Амину Жмайелю эти качества свойственны не были. В семье он тяготел к матери — Женевьеве Жмайель, которая отличалась деловитостью, настойчивостью и сдержанностью (при этом была склонна к гуманитарной культуре, занималась музыкой, поэзией и живописью).
В 1965 году Амин Жмайель окончил Университет Святого Иосифа. Получил специальность юриста и учёную степень правоведа. Занимался адвокатской практикой, руководил крупной юридической фирмой. Занимался также политическими изданиями и медиа-бизнесом, издавал франкоязычную газету Le Reveil и журнал Panorama de L’Actuelite.

## Умеренный фалангист

### Политик Катаиб
С 1961 Амин Жмайель состоял в партии Катаиб. В 1976—1982 годах был членом Политбюро Катаиб — высшего органа партийного руководства. Курировал партийные бизнес-структуры и гражданские организации. В 1970 и 1972 годах избирался в парламент Ливана. В качества кандидата фалангистов опережал на выборах влиятельных представителей Национал-либеральной партии.
Амин Жмайель считался в Катаиб умеренным политиком. Особенно это отмечалось в контрасте с Баширом Жмайелем, который выступал за силовое изгнание из Ливана Организации освобождения Палестины, подавление социалистов и коммунистов, ликвидацию в стране палестинских лагерей. Старший сын основателя Ливанской фаланги не полемизировал с братом публично, но был известен как сторонник компромисса и диалога (если не с палестинцами и коммунистами, то, по крайней мере, с оппонентами из ливанских мусульман).
Идеологически Амин Жмайель позиционировался как «прогрессивный правый»: сторонник плюралистической демократии, незыблемости прав человека, свободного предпринимательства при социальном регулировании; противник любой диктатуры. Ливан он видел передовой арабской страной, способной создавать структуры межцивилизационного сотрудничества, выступать своеобразным «мостом» между Арабским миром и Западом.

### Полевой командир
В 1975 году в Ливане началась гражданская война. В составе партийной милиции Катаиб Амин Жмайель активно участвовал в боях. Командовал 75-й бригадой фалангистов, действовавшей в Матне и Восточном Бейруте.
Амин Жмайель играл заметную роль в осаде Тель-Заатара. При этом отмечалось определённое соперничество между Баширом и Амином Жмайелями за военно-политическое главенство в правохристианском лагере. Преобладание младшего брата оказалось очевидным. После гибели Уильяма Хауи Башир Жмайель стал командующим фалангистской милицией и Ливанскими силами. Амин Жмайель оставался в подчинённом положении при младшем брате.
23 августа 1982 года Башир Жмайель был избран президентом Ливана. 14 сентября 1982 года, ещё до официального вступления в должность, Башир Жмайель погиб в результате теракта, организованного сирийскими спецслужбами.

## Президент Ливана

### Избрание
21 сентября 1982 года ливанский парламент избрал Амина Жмайеля новым президентом страны. Его поддержали 77 депутатов из 92, причём против не было подано ни одного голоса. При голосовании отмечалась «редкая демонстрация христианско-мусульманского единства», подтверждавшая репутацию Амина Жмайеля как умеренного и компромиссного политика.
В своей речи новый глава государства обращался к памяти погибшего брата:

Работая на единство Ливана, мы будем верны его мечте. Сейчас некогда плакать. Пришло время действовать.

Амин Жмайель

Несмотря на это, мусульманские политики подчёркивали, что Амин, в отличие от Башира, не был всецело вовлечён в военное насилие и сохранял уважительные контакты с оппонентами.

### Трудности правления
Приход Амина Жмайеля на пост главы ливанского государства был в известной степени случаен. Он не обладал политическим и силовым потенциалом младшего брата, не пользовался такой популярностью. При этом положение в стране было крайне тяжёлым. Большую часть территории Ливана оккупировали иностранные войска — сирийские и израильские. Вооружённые формирования противостоящих политических сил — правохристианских и «левомусульманских» — не признавали центральное правительство. Экономическая политика подрывалась развалом государственной налоговой системы: финансовые поступления шли в распоряжение полевых командиров.
Правохристианская милиция «Ливанские силы» после гибели Башира Жмайеля фактически вышла из повиновения партии Катаиб. Фалангистские командиры Фади Фрем, Фуад Абу Надер, Самир Джааджаа, Ильяс Хобейка позиционировались как наследники Башира Жмайеля («президента навеки») и проводили собственную политику.
17 мая 1983 года был заключён ливано-израильский мирный договор. Это соглашение рассматривалось как способ стабилизировать ситуацию в стране. Однако Сирия и её ливанские сторонники — прежде всего шиитское движение Амаль и христианская Марада — подвергли президента Жмайеля резкой критике и потребовали отказа от договорённостей с Израилем. Сирийский президент Хафез Асад со своей стороны предложил некие «гарантии». Не выдержав давления Дамаска и просирийских сил, Амин Жмайель (с санкции Пьера Жмайеля) пошёл на расторжение договора в марте 1984 года.
Правительство Израиля во главе с Ицхаком Шамиром резко осудило это решение, назвав его «смертным приговором ливанскому суверенитету» (шесть лет спустя началась сирийская оккупация Ливана). «Ливанские силы» впервые открыто объявили о непризнании партийного и правительственного решения: командование подтвердило союз с Израилем. Вооружённые силы фалангистов сделались враждебными президенту.
29 августа 1984 года скончался Пьер Жмайель-старший. Партия Катаиб лишилась главной консолидирующей фигуры. В лице своего отца Амин Жмайель потерял сильнейшего политического союзника. Новые председатели партии — Элие Карам, Жорж Сааде — не обеспечивали серьёзной поддержки.
Последствия не замедлили сказаться. В конце 1985 года Самир Джааджаа и Ильяс Хобейка подняли мятеж против президента Жмайеля и командующего Абу-Надера, затем столкнулись между собой. На этом фоне последней ставкой президента стала попытка воссоздания правительственной армии под командованием генерала Мишеля Ауна.
Президентство Амина Жмайеля прошло в условиях гражданской войны, иностранных интервенций и фактического развала государства. Однако, многие ливанцы ставят ему в заслугу сохранение в стране хотя бы модели и подобия конституционного порядка. Отстаивая суверенитет Ливана, президент Жмайель аннулировал ряд соглашений с Сирией, легитимизировавших присутствие сирийских войск — в том числе о Межарабских силах сдерживания. Аннулировал также Каирское соглашение 1969 года о размещении в Ливане палестинских лагерей.

### Коллапс президентства
Президентский срок Амина Жмайеля завершался 23 сентября 1988 года. За несколько минут до его истечения уходящий президент назначил премьер-министром генерала Ауна — с тем расчётом, чтобы он принял исполнение обязанностей президента (тем самым сохранялся порядок, согласно которому главой государства в Ливане является христианин-маронит). Однако мусульманские и просирийские политики и военачальники не признали этого назначения, поддержав отстранённого Жмайелем Селима Хосса.
Возникла ситуация, когда в стране оказались два правительства и ни одного президента. На этом фоне сирийский режим Хафеза Асада получил возможность фактически диктовать Ливану свои условия, что и произошло при заключении Таифских соглашений. Итогом гражданской войны стала сирийская оккупация Ливана.

## В эмиграции и оппозиции
Оставив президентский пост, Амин Жмайель покинул Ливан. Двенадцать лет он провёл за границей — в Швейцарии, Франции, США. Читал лекции в Гарварде и Мэрилендском университете в Колледж-Парке. Написал несколько книг по истории и политической ситуации в Ливане. Вместе с генералом Ауном координировал антисирийские круги ливанской эмиграции.
В 2000 году Амин Жмайель вернулся в Ливан. Он попытался организовать политическую оппозицию просирийскому президенту Эмилю Лахуду. В этом он встретил жёсткое противодействие Карима Пакрадуни — нового, также просирийского председателя Катаиб. В ответ Амин возглавил в Катаиб течение фалангистов — сторонников традиции Жмайелей, создал организацию «Основа „Катаиб“» («Реформистское движение „Катаиб“»).

## Возвращение в руководство Катаиб

### Восстановление фалангистской традиции
В 2005 году Кедровая революция покончила с сирийской оккупацией Ливана. В Катаиб вновь резко усилились приверженцы традиции Жмайелей. Амин Жмайель выразил готовность возглавить партию. В результате сложных переговоров с Каримом Пакрадуни удалось достичь соглашения: Амин Жмайель становился президентом (почётным председателем) Катаиб, Пакрадуни оставался председателем до 2007 года, на который назначались перевыборы партийного руководства. Автором формулы соглашения выступил сын и соратник Амина Жмайеля — Пьер Жмайель-младший. В конце 2007 года Пакрадуни ушёл в отставку, и вскоре председателем партии Катаиб был избран Амин Жмайель.
Под руководством Амина Жмайеля партия в значительной степени восстановила прежние идеологические установки и политический курс — разумеется, применительно к новым условиям. Главной задачей Катаиб ставит окончательный вывод Ливана из-под сирийского влияния. Партия входит в антисирийскую Коалицию 14 марта, противостоит просирийской Коалиции 8 марта, прежде всего исламистской Хезболла.
Амин Жмайель возглавлял Катаиб на протяжении семи лет. 14 июня 2015 года председателем партии был избран Сами Жмайель — младший сын Амина Жмайеля. Он продолжил политику отца в более радикальном варианте, заявив о возвращении Катаиб «к истине Пьера Жмайеля».
Оставив председательский пост, Амин Жмайель выступает как олицетворение ливанской фалангистской традиции. Подобно другому ветерану — Жозефу Абу-Халилу, он символизирует связь времён и партийных поколений. Амин Жмайель остаётся также главой семейного клана (хотя здесь существует подспудное соперничество с вдовой младшего брата Соланж Жмайель).

### Позиция в сирийском конфликте
С 2011 года Катаиб выступает в поддержку сирийской оппозиции, против режима Башара Асада.

Партия фалангистов не может не быть солидарна с Сирийской революцией, которая борется за свободу и независимость.

Амин Жмайель

Выражая политическую солидарность с антиасадовскими силами, в военном отношении Катаиб выступает с позиций позитивного нейтралитета и требует не допускать вмешательства «Хезболла» на стороне сирийских правительственных войск.

## Семья и частная жизнь
С 1967 года Амин Жмайель женат на Джойс Жмайель (урождённая Джойс Тян). В браке родились сыновья Пьер и Сами и дочь Николь.
Пьер Жмайель-младший был руководящим активистом Катаиб. В 2002—2006 годах он занимал посты министра труда и министра промышленности Ливана. Погиб в результате теракта 21 ноября 2006 года. По наиболее распространённой версии, убийство было организовано сирийскими спецслужбами.
Сами Жмайель с 2015 года является председателем Катаиб.
Видной активисткой Катаиб является и Николь Жмайель.
Дядя Амина, Габриэль — ливанский спортивный деятель, основатель Олимпийского комитета Ливана.
Наряду с арабским языком, Амин Жмайель владеет французским и английским. Увлекается историей и классической музыкой, в молодости занимался теннисом.